# Helga Kiel
Helga Kiel ist eine deutsche Verbandsfunktionärin.

## Werdegang
Kiel arbeitet als Berufsschullehrerin an einem regionalen Berufsbildungszentrum in Kiel. Von ihren drei Kindern leben zwei mit Behinderung.
Von 2004 bis 2012 leitete sie den Beirat für Menschen mit Behinderung der Stadt Kiel. Sie ist Vorsitzende des schleswig-holsteinischen Landesverbandes für körper- und mehrfach behinderte Menschen. Am 10. Oktober 2010 wurde sie als erste Frau zur Vorsitzenden des Bundesverbandes für körper- und mehrfachbehinderte Menschen (bvkm) gewählt.

## Ehrungen
- 2012: Verdienstmedaille der Bundesrepublik Deutschland